# Richard Höllbacher
Richard Höllbacher (* 6. Jänner 1971 in Hallein) ist ein ehemaliger österreichischer Grasskiläufer. Er wurde 1995 Weltmeister im Slalom und in der Kombination, gewann sechs weitere WM-Medaillen, drei Europameisterschaftsmedaillen, zehn Medaillen bei Juniorenwelt- und Europameisterschaften sowie sechs österreichische Meistertitel.

## Karriere
Höllbacher begann im Alter von 12 Jahren mit dem Grasskisport. Neben einigen nationalen Erfolgen im Juniorenbereich konnte er ab 1987 auch bei den Junioreneuropameisterschaften Erfolge verbuchen. Nach seinen beiden Goldmedaillen 1989 im Slalom und in der Kombination wurde er ins österreichische Grasski-Nationalteam aufgenommen. Bei seinen ersten beiden Weltmeisterschaften 1989 in Kindberg und 1991 in Bursa belegte er den sechsten bzw. fünften Platz im Slalom. Die erste WM-Medaille gewann er 1993 in Asiago, als er im Slalom hinter Klaus Spinka Zweiter wurde. Gute Leistungen erzielte Höllbacher auch im Europacup. In den Jahren 1992 und 1994 kam er jeweils hinter Marcus Peschek auf den zweiten Gesamtrang. Drei weitere Silbermedaillen holte Höllbacher bei den Europameisterschaften 1994 im Slalom und im Riesenslalom sowie 1996 ebenfalls im Slalom.
Die größten Erfolge seiner Karriere feierte Höllbacher bei der Weltmeisterschaft 1995 im slowakischen Kálnica. Sowohl im Slalom als auch in der Kombination gewann er die Goldmedaille. Zwei Jahre später, bei der Weltmeisterschaft 1997 in Müstair holte er zweimal Bronze in diesen Disziplinen. In den Jahren 1996 und 1997 belegte Höllbacher jeweils den dritten Platz in der Europacup-Gesamtwertung und 1997 gewann er seine ersten österreichischen Meistertitel im Riesenslalom, im Super-G und in der Kombination. Drei weitere nationale Titel folgten in den Jahren 1998 und 2001. Bei der Weltmeisterschaft 1999 in Gaal wurde Höllbacher Zweiter im Riesenslalom und bei seiner letzten WM in Forni di Sopra 2001 holte er Bronze im Slalom und in der Kombination. Nach Ende der Saison 2001 gab er seinen Rücktritt bekannt.

## Erfolge

### Weltmeisterschaften
- Kindberg 1989: 6. Slalom
- Bursa 1991: 5. Slalom
- Asiago 1993: 2. Slalom
- Kálnca 1995: 1. Slalom, 1. Kombination, 7. Super-G
- Müstair 1997: 3. Slalom, 3. Kombination
- Gaal 1999: 2. Riesenslalom, 5. Super-G
- Forni di Sopra 2001: 3. Slalom, 3. Kombination, 6. Super-G, 8. Riesenslalom

### Europameisterschaften
- Kálnica 1994: 2. Slalom, 2. Riesenslalom
- Forni di Sopra 1996: 2. Slalom

### Juniorenweltmeisterschaften
- Gutenstein 1990: 2. Super-G, 3. Kombination

### Junioreneuropameisterschaften
- Champ du Feu 1987: 2. Kombination, 3. Slalom
- Schmallenberg 1988: 2. Slalom, 2. Riesenslalom, 2. Kombination
- Castione della Presolana 1989: 1. Slalom, 1. Kombination, 2. Riesenslalom

### Europacup
- 2. Gesamtrang: 1992 und 1994
- 3. Gesamtrang: 1996 und 1997

### Österreichische Meisterschaften
- Höllbacher gewann sechs österreichische Meistertitel: 2× Riesenslalom, 2× Super-G, 1× Parallelslalom und 1× Kombination

## Auszeichnungen (Auszug)
- 1996: Silbernes Ehrenzeichen für Verdienste um die Republik Österreich